# استان سان خوآن، آرژانتین
استان سن خوآن یکی از ایالات ۲۳ گانه آرژانتین، واقع در غرب کشور می‌باشد .
سان خوان  با ایالات  لاریوخا،  سان لوئیز،  مندوسا  مرز مشترک دارد. در غرب  استان،  شیلی  قرار دارد .

## مشخصات
- مرکز : سان خوان
- مساحت : ۸۹۶۵۱ کیلومترمربع
- جمعیت : ۶۲۰۰۲۳ ( تا ۲۰۰۱ )
- فرماندار : خوزه لوئیز خیوخا

## تاریخچه
پیش از  ورود اسپانیایی‌ها به آمریکای جنوبی، استان  سان خوان کنونی  زیستگاه بومیانی بود که تحت تأثیر فرهنگ و امپراتوری اینکاها بودند . از جمله آن‌ها : هوارپس، دیاگیتاس، کاپازانس، اولون گاستاس و یاکامپیس بودند .
شهر سان خوان دلا فرونترا در سال ۱۵۶۲ توسط خوان خوفره  ای مونته سا تأسیس گشت اما در سال ۱۵۹۳ به سبب طغیان رود سان خوان به  ۲ کیلومتری جنوبش انتقال یافت .
در سال ۱۷۷۶ هنگامی  که سان خوان به  نایب السلطنه ریو دلاپلاتا  واگذار شد، زمین لرزه ای تقریباً تمام شهر را ویران نمود .
رهبر و پیشوای استقلال آرژانتین، ژنرال  خوزه ده سان مارتین  در سال ۱۸۱۴ حاکم کویو شد ( سان خوان در آن زمان بخشی از کویو بود ) . سان خوان بعدها تبدیل به شهری شد که حامی سفرهای اکتشافی به آند بود . در سال ۱۸۲۰ سان خوان از استان کویو جدا شد و استقلال خود را کسب کرد . استان کویو بعدها به  استان مندوسا ملحق شد .
به دنبال جدایی بین‌المللی آرژانتین و ظهور دولتی لیبرال در سال ۱۸۵۳ بسیاری از روشنفکران تبعیدی به آرژانتین بازگشتند . یکی از این روشنفکران، افسر نظامی اهل سان خوان،  دومینگو سارمینتو  بود . سارمینتو در سال ۱۸۶۲ فرماندار سان خوان و در ۱۸۶۸ رئیس جمهور کشور شد . از تلاش‌های او می‌توان به برنامه‌های عمرانی و کاربست آموزش مدرن اشاره نمود . 
در سال ۱۹۴۴ زمین لرزه مخربی بیشتر شهر سان خوان را ویران کرد . در این زمین لرزه ۱۰ هزار نفر کشته شدند . زمین لرزه دیگری در سال ۱۹۷۷ شهر را تکان داد .
در سال ۱۹۷۳ دانشگاه ملی سان خوان با کمک دولت ملی تأسیس شد . دولت برای پاسخ دادن به نیازهای بخش کشاورزی استان، سد و ذخیره آبی اویوم را احداث نمود .

## جغرافیا  و اقلیم
استان سان خوان بخشی از منطقهٔ نیمه بیابانی " کویو " است. دشت‌های خشک در بخش شرقی با ماهورها و تپه‌های کم ارتفاع و بخش‌های مرتفع در غرب آن قرار دارد . هر دو بخش استان در معرض بادهای سوزان زوندا هستند .

رودهای عمده استان رود هاچال، رود سان خوان | سان خوان  و دساگادرو  می‌باشند که دره‌های حاصلخیز و مرکز استان را سیراب می‌کنند . رود سان خوان به مرداب گواناکاچه در جنوب شرق استان می‌ریزد .

## اقتصاد
استان سان خوان   با تولید ارزشی برابر  ۶/۳ میلیارد دلار در سال ۲۰۰۶ و درامد سرانه ۵۸۲۰ دلار از نظر اقتصادی کم توسعه می‌باشد .  کشاورزی عمده‌ترین فعالیت استان به‌شمار می آید . 
صنعت  شراب سازی  از مهم‌ترین صنایع منطقه می‌باشد به طوری که پس از مندوسا دومین استان تولیدکننده شراب می‌باشد . ۵۶ درصد از زمین مولد استان  به تاکستان‌ها اختصاص دارد . همچنین محصولاتی مانند ذرت، گوجه فرنگی، انجیر، هلو و سیب زمینی در استان به عمل می آید .
آب  سدهای اویوم، لا روزا و سان امیلیانو مصارفی چون آبیاری و تولید برق دارد .

در بخش معادن می‌توان به معادن طلا، سرب و گرافیت اشاره کرد . 
بخش صنایع استان را  صنایع غذایی، شیمیایی، پلاستیکی، آهنی و نساجی تشکیل می‌دهد .
صنعت جهانگردی چندان  منبع درامدزایی نمی‌باشد . با این حال شهر سان خوان ( زادگاه سارمینتو )، پارک ایسچی گالاستو، سد اویوم و بهارهای پیزمانتا از جاذبه‌های توریستی استان به‌شمار میروند .

## تقسیمان سیاسی
استان به ۱۹ بخش ( دپارتمان ) تقسیم می‌شود . 
| ۱ – بخش آلباردون ۲ – بخش آنگاکو ۳ – بخش کالینگاستا ۴ – بخش مرکزی ( با مرکزیت سان خوان ) ۵ – بخش کائوسه ته ۶ – بخش چیمباس ۷ – بخش ایگلسیا ۸ – بخش هاچال ۹ – بخش نووه ده خولیو ۱۰ – بخش پوسیتو | ۱۱ – بخش راوسون ۱۲ – بخش ریواداویا ۱۳ – بخش سان مارتین ۱۴ – بخش سانتا لوسیا ۱۵ – بخش سارمینتو ۱۶ – بخش اویوم ۱۷ – بخش وایه فرتیل ۱۸ – بخش ونتیسینو ده مایو ۱۹ – بخش زوندا |  |